# NGC 2943
NGC 2943 est une très vaste galaxie elliptique relativement éloignée et située dans la constellation du Lion. NGC 2943 a été découverte par l'astronome allemand Albert Marth en 1864.

## Caractéristiques
Sa vitesse par rapport au fond diffus cosmologique est de 8 716 ± 22 km/s, ce qui correspond à une distance de Hubble de 128,6 ± 9,0 Mpc (∼419 millions d'al).
À ce jour, une mesure non basée sur le décalage vers le rouge (redshift) donne une distance d'environ 164,000 Mpc (∼535 millions d'al). Cette valeur est l'extérieur mais compatible avec les valeurs de la distance de Hubble. Notons cependant que c'est avec la valeur moyenne des mesures indépendantes, lorsqu'elles existent, que la base de données NASA/IPAC calcule le diamètre d'une galaxie et qu'en conséquence le diamètre de NGC 2943 pourrait être d'environ 89,2 kpc (∼291 000 al) si on utilisait la distance de Hubble pour le calculer.
NGC 2943 est possiblement une galaxie du champ, c'est-à-dire qu'elle n'appartient pas à un amas ou un groupe et qu'elle est donc gravitationnellement isolée.